# Marek Matuszewski

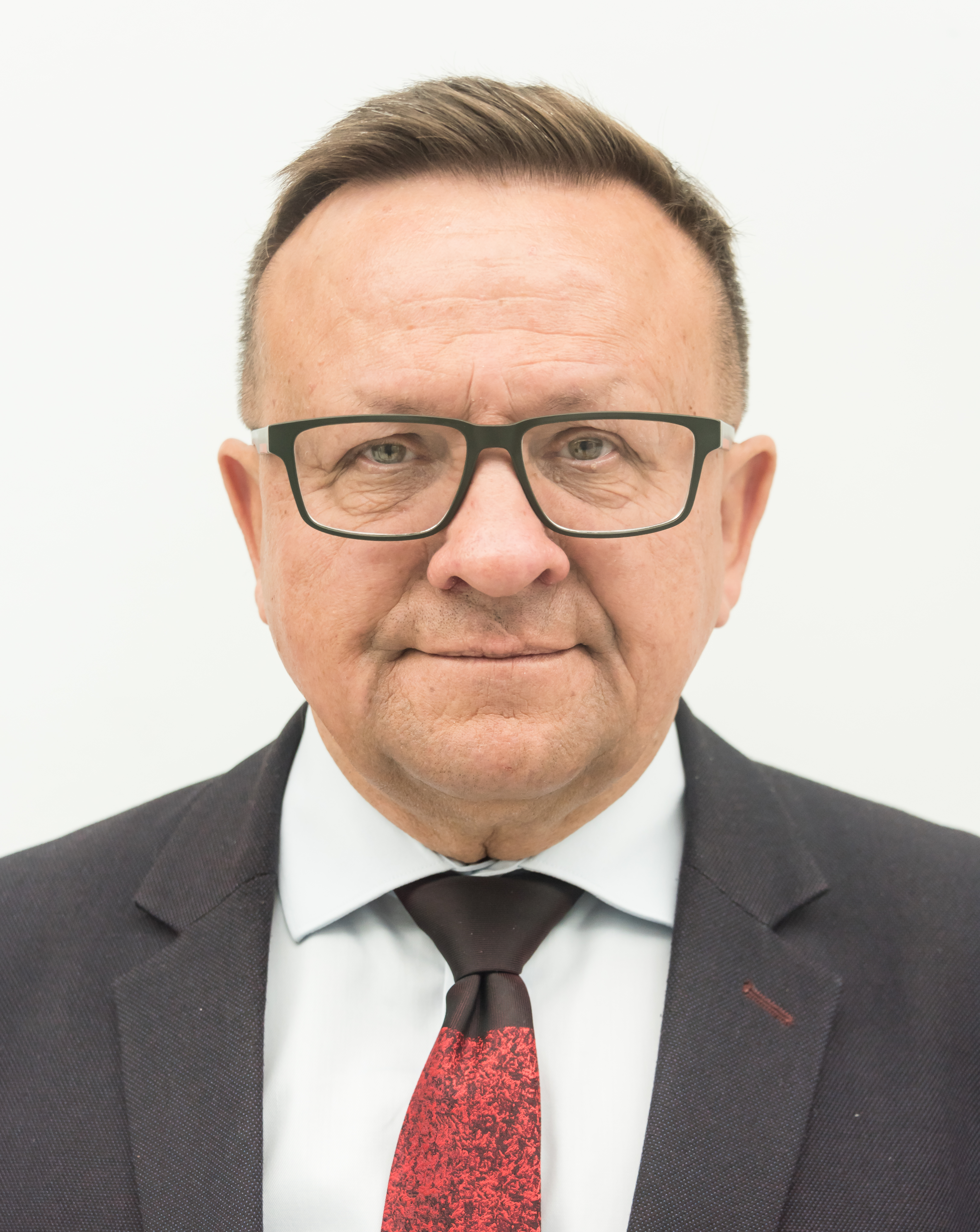
Marek Matuszewski, 2022

Marek Matuszewski (* 14. August 1959 in Zgierz) ist ein polnischer Politiker und Abgeordneter des Sejm in der V. und VI. Wahlperiode.

## Werdegang
Er beendete das Automobil-Technikum. Er führte einen eigenen Betrieb als Miteigentümer zweier Tankstellen. In den Jahren 1994 bis 2002 war er Stadtrat von Zgierz, danach saß er im Kreistag des Powiat Zgierski. Nach 2002 war er Vorsitzender des Stadtrats von Zgierz. Er gehörte dem Ruch Społeczny AWS (Gesellschaftliche Bewegung AWS) an, danach trat er der Prawo i Sprawiedliwość (Recht und Gerechtigkeit – PiS) bei.
Bei den Parlamentswahlen 2005 wurde er über die Liste der PiS für den Wahlkreis Sieradz in den Sejm gewählt. Bei den Sejmwahlen 2007 wurde er für die PiS mit 12.777 Stimmen als Abgeordneter bestätigt. Er gehört den Sejm Kommissionen für Sport sowie für die Verbindung mit der Auslands-Polonia an.